# Madeleine Ekman
Madeleine Ekman, född den 25 februari 1965 i Malmö, är svensk filmproducent. Mellan 2018 och 2020 var hon långfilmskonsulent vid Svenska Filminstitutet. Som producent tilldelades hon en Guldbagge för bästa film 2016 för filmen Efterskalv i regi Magnus von Horn. 

## Biografi
Ekman har en filosofie kandidat i filmvetenskap vid Stockholms universitet  År 1994 avlade hon även examen från Stockholms Filmskola. Hon inledde karriären med att arbeta med reklamfilm på bolaget Traktor, där hon bland annat verkade som produktionsledare och regiassistent.
I sitt eget produktionsservicebolag UNO Film i Norrbotten har Ekman bland annat platsletat och rollsatt filmer som Grabben i graven bredvid, Populärmusik från Vittula och Så som i himmelen. Från år 2006 arbetade hon för produktionsbolaget Memfis Film och var ansvarig för bolagets verksamhet i Trollhättan.
När danska produktionsbolaget Zentropa startade sin svenska avdelning år 2009 blev Madeleine Ekman år 2009 vd för Zentropa Sweden. På Zentropa har hon bland annat samproducerat filmer som Lars von Triers trilogi Antichrist, Melancholia och Nymphomaniac, Susanne Biers Oscarbelönade Hämnden, Thomas Vinterbergs Jakten och Nikolaj Arcels A Royal Affair.
Vid Guldbaggegalan 2016 fick hon i rollen som producent ta emot Guldbaggen för bästa film för Efterskalv av Magnus von Horn. Hon var samproducent för von Horns film Flickan med nålen från 2024.
Mellan 2018 och 2020 var Madeleine Ekman långfilmskonsulent på Filminstitutet. I rollen som långfilmskonsulent avgjorde hon vilka filmprojekt som ska tilldelas stödpengar.
År 2018 listade tidskriften Fokus Ekman som en av KulturSveriges 75 mäktigaste personer.